# Arie Ribbens
Arie Ribbens (Eindhoven, 22 gennaio 1937 – Emmeloord, 3 dicembre 2021) è stato un cantante olandese risiedente in Germania, che era dedito ai generi pop-levenslied e carnavalsmuziek/feestmuziek ("musica carnevalesca"/"musica festaiola") e che era professionalmente in attività dalla fine degli anni sessanta all'inizio 2015.
Un tempo componente di gruppi quali Het Kwartet Arie Ribbens e Arie Ribbens and the Chaps, tra i suoi brani di maggiore successo da solista, figurano Brabantse nachten zijn lang (1980) e Polonaise Hollandaise (1982).

## Biografia
Arie Ribbens è nato a Eindhoven il 22 gennaio 1937.
Dopo aver fatto parte come batterista di alcuni gruppi locali, inizia la propria carriera musicale come leader di Het Kwartet Arie Ribbens, con il quale ottiene successo in Scandinavia, Europa meridionale e Medio Oriente.
Nel 1969 pubblica con il gruppo il suo primo singolo, Bloemen aan de muur.
Il successo vero e proprio arriva nel 1980, quando pubblica il singolo Brabantse nachten zijn lang, singolo che segna anche l'inizio della sua carriera da solista. Il successo si ripeterà anche due anni dopo, quando incide il singolo Polonaise Hollandaise.
A cavallo tra la fine degli anni novanta e l'inizio del XXI secolo, ottiene un buon successo in particolare grazie ai singoli De ouderwetse boerenblaaskapel (1998) Olie, olie, lekker in de olie (2000).
Il 20 dicembre 2008, in una serata a Den Bosch, affianca Maggie MacNeal in sostituzione dello scomparso Willem Duyn, andando a ricostituire il duo Mouth & MacNeal.
Ad inizio febbraio 2012 rende noto pubblicamente di essere ammalato dal 2009 di cancro ai polmoni.
I primi di febbraio 2015 annuncia l'abbandono delle scene a causa di seri problemi alle corde vocali.
Muore il 3 dicembre 2021 all'età di 84 anni.

## Discografia parziale

### Album
- 1973: 100 Jaar Arie Ribbens
- 1995: 15 Jaar feest
- 2001: 15 Jaar
- 2001: Feest met Arie Ribbens
- 2002: Het beste van Arie Ribbens
- 2002: Hollands goud
- 2013: Een nieuwe weg

### Singoli
- 1969: Bloemen aan de muur
- 1969: Laat nu de kat maar komen/Oy, Oy, Oy (Wat staat ie je mooi)
- 1973: Mijn kleine Nathalie/Kwekkerde Kwek Kwek
- 1980: Brabantse nachten zijn lang
- 1982: Polonaise Hollandaise
- 1989: Liefde is leven (con Nathalie)
- 1997: Laat je ketsjien, ketsjien
- 1997: Maria van de pizzeria
- 1998: De ouderwetse boerenblaaskapel
- 2000: Olie, olie, lekker in de olie